# Полозовые
Полозовые (лат. Colubrinae) — крупнейшее подсемейство змей семейства ужеобразных.

## Внешний вид и строение
Общая длина представителей этого подсемейства от 70 см до 3 м. От представителей других подсемейств отличаются строением скелета — имеют поперечные позвонки, одновременно отсутствует или почти отсутствует плоская хребтовая перепонка. Голова у большинства сжата с боков или уплощенная. Туловище цилиндрической формы, плотное. Окраска довольно разнообразная, встречаются как одноцветные, так и пятнистые, полосатые или имеющие яркие линии на темном фоне виды.

## Образ жизни
Населяют леса и заросли кустарников, также встречают среди камней в полупустынях. Среда обитания достаточно разнообразна. Почти все представители этого подсемейства ядовиты. Питаются крупными насекомыми, грызунами, ящерицами, яйцами.

## Размножение
Большинство яйцекладущие змеи, но есть и яйцеживородящие.

## Распространение
Обитают в Африке, Азии и Австралии.

## Классификация
На август 2018 года в подсемейство включают 100 родов :
- Aeluroglena Boulenger, 1898 — Элюроглены
- Ahaetulla Link, 1807 — Бронзовые змеи
- Aprosdoketophis Wallach, Lanza & Nistri, 2010
- Archelaphe Schulz, Böhme & Tillack, 2011
- Argyrogena Werner, 1924
- Arizona Kennicott, 1859 — Глянцевые ужи
- Bamanophis Schätti & Trape, 2008
- Bogertophis Dowling & Price, 1988
- Boiga Fitzinger, 1826 — Бойги
- Cemophora Cope, 1860 — Алые ужи
- Chapinophis Campbell & Smith, 1998
- Chilomeniscus Cope, 1860 — Змеи-пескоплавы
- Chionactis Cope, 1860 — Лопатоносые песчаные змеи
- Chironius Fitzinger, 1826 — Американские лесные ужи, или зипо
- Chrysopelea Boie, 1827 — Украшенные древесные змеи
- Coelognathus Fitzinger, 1843
- Coluber Linnaeus, 1758 — Стройные полозы
- Colubroelaps Orlov et al., 2009
- Conopsis Günther, 1858 — Конопсисы
- Coronella Laurenti, 1768 — Медянки, или гладкие полозы
- Crotaphopeltis Fitzinger, 1843 — Желтогубые ужи
- Cyclophiops Boulenger, 1888
- Dasypeltis Wagler, 1830 — Африканские яичные змеи, или яйцееды
- Dendrelaphis Boulenger, 1890 — Южноазиатские древесные змеи, или дендроляфисы, или блестящие древесные ужи
- Dendrophidion Fitzinger, 1843 — Древесные змеи Фитцингера
- Dipsadoboa Günther, 1858 — Дипсадобоа
- Dispholidus Fitzsimons & Brain, 1958 — Бумсланги
- Dolichophis Gistel, 1868
- Drymarchon Fitzinger, 1843 — Индиговые змеи
- Drymobius Fitzinger, 1843 — Ужи-бегуны
- Drymoluber Amaral, 1929 — Дримолюберы
- Dryocalamus Günther, 1858 — Свадебные змеи, или дриокаламусы
- Dryophiops Boulenger, 1896 — Килебрюхие кнутовидные змеи
- Eirenis Jan, 1862 — Эйренисы
- Elachistodon Reinhardt, 1863 — Индийские яйцееды, или индийские яичные змеи
- Elaphe Fitzinger in Wagler, 1833 — Лазающие полозы, или крысиные змеи
- Euprepiophis Fitzinger, 1843
- Ficimia Gray, 1849 — Мексиканские крючконосые змеи
- Geagras Cope, 1876 — Мексиканские ужи
- Gonyosoma Wagler, 1828 — Краснохвостые медянки
- Gyalopion Cope, 1860 — Американские крючконосые змеи
- Hapsidophrys Fischer, 1856 — Гапсидофрисы
- Hemerophis Schätti & Utiger, 2001
- Hemorrhois Boie, 1826
- Hierophis Fitzinger, 1843 — Гиерофисы
- Lampropeltis Fitzinger, 1843 — Королевские змеи
- Leptodrymus Amaral, 1927 — Лептодримусы
- Leptophis Bell, 1825 — Тонкие змеи, или попугайные змеи
- Lepturophis Boulenger, 1900 — Лептурофисы
- Liopeltis Fitzinger, 1843 — Гладкие камышовые ужи
- Lycodon Fitzinger, 1826 — Волкозубы
- Lytorhynchus Peters, 1862 — Литоринхи, или остромордые ужи
- Macroprotodon Guichenot, 1850 — Капюшонные ужи
- Mastigodryas Amaral, 1935 — Американские пантеровые ужи
- Meizodon Fischer, 1856 — Кустарниковые ужи
- Muhtarophis Avcı et al., 2015
- Oligodon Fitzinger, 1826 — Олигодоны
- Oocatochus Helfenberger, 2001
- Opheodrys Fitzinger, 1843 — Травяные ужи
- Oreocryptophis Utiger et al., 2005
- Orientocoluber Kharin, 2011
- Orthriophis Utiger et al., 2002
- Oxybelis Wagler, 1830 — Остроголовые змеи, или остроголовки
- Pantherophis Fitzinger, 1843
- Philothamnus Smith, 1840 — Африканские зеленые ужи
- Phyllorhynchus Stejneger, 1890 — Листоносые змеи
- Phrynonax Cope, 1862
- Pituophis Holbrook, 1842 — Сосновые змеи
- Platyceps Blyth, 1860
- Pseudelaphe Mertens & Rosenberg, 1943
- Pseudoficimia Bocourt, 1883 — Псевдофимиции
- Ptyas Fitzinger, 1843 — Большеглазые полозы, или азиатские крысиные змеи
- Rhamnophis Günther, 1862 — Рамнофисы
- Rhinobothryum Wagler, 1830 — Риноботриумы
- Rhinocheilus Baird & Girard, 1853 — Длинноносые ужи
- Rhynchocalamus Günther, 1864 — Ринхокалямусы
- Salvadora Baird & Girard, 1853 — Заплатоносые ужи
- Scaphiophis Peters, 1870 — Скафиофисы
- Scolecophis Fitzinger, 1843 — Сколекофисы
- Senticolis Campbell & Howell, 1965
- Simophis Peters, 1860 — Симофисы
- Sonora Baird & Girard, 1843 — Сонорские ужи-пескоплавы
- Spalerosophis Jan, 1865 — Чешуелобые полозы, или диадемовые змеи
- Spilotes Wagler, 1830 — Куроеды
- Stegonotus Duméril, Bibron & Duméril, 1854 — Стегонотусы
- Stenorrhina Duméril, 1853 — Стеноррины
- Stichophanes Wang et al., 2014
- Symphimus Cope, 1869 — Симфимусы
- Sympholis Cope, 1861 — Симфолисы
- Tantilla Baird & Girard, 1853 — Черноголовые ужи, или тантиллы
- Tantillita Smith, 1941 — Тантиллиты
- Telescopus Wagler, 1830 — Кошачьи змеи
- Thelotornis Smith, 1849 — Винные змеи, или серые древесные змеи
- Thrasops Hallowell, 1857 — Черные древесные ужи
- Toxicodryas Hallowell, 1857 — Африканские бойги
- Trimorphodon Cope, 1861 — Лирообразные ужи
- Wallaceophis Mirza et al., 2016
- Xenelaphis Günther, 1864 — Лучистые ужи
- Xyelodontophis Broadley & Wallach, 2002
- Zamenis Wagler, 1830

## Галерея

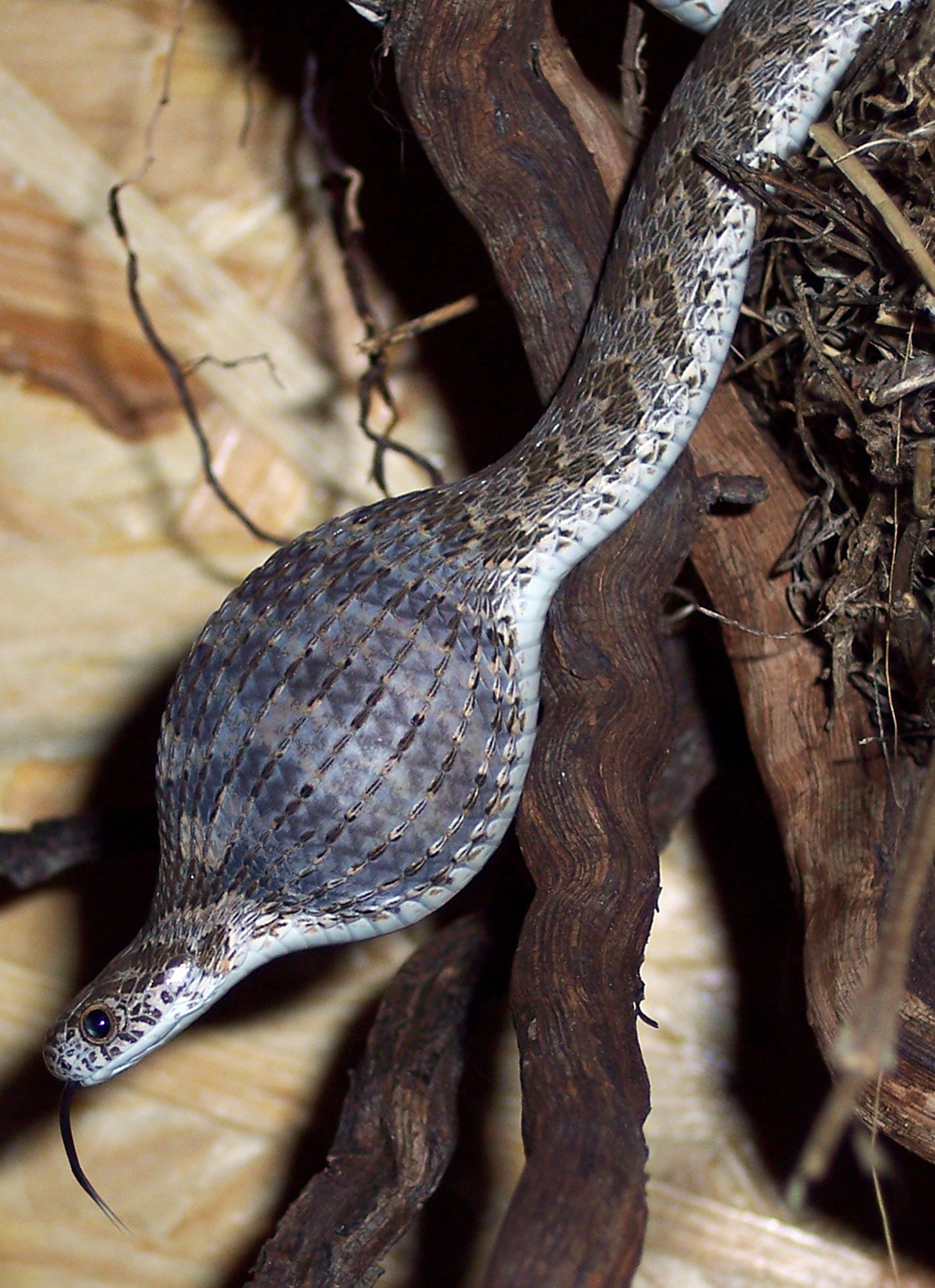
Африканская яичная змея
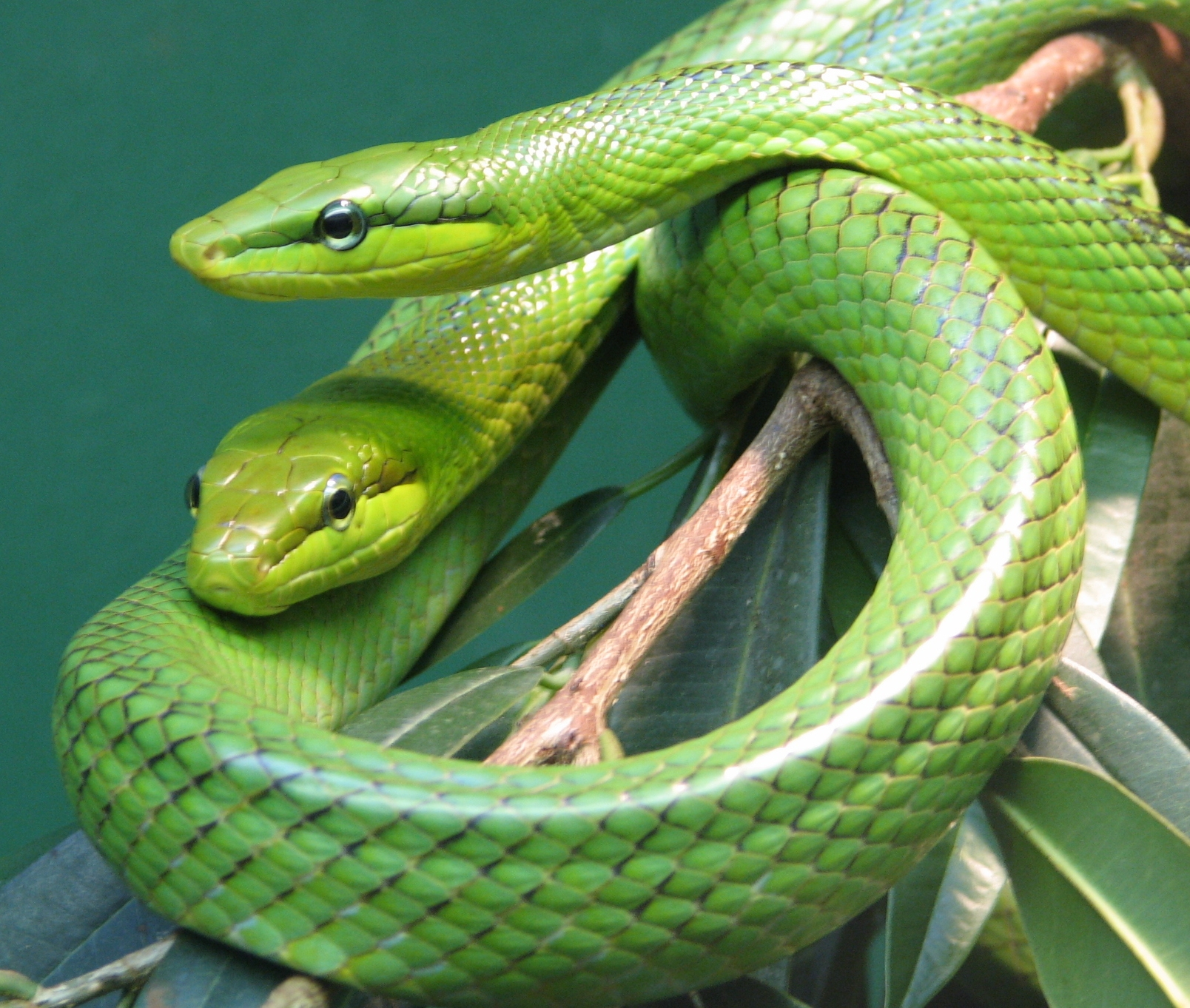
Зелёный полоз
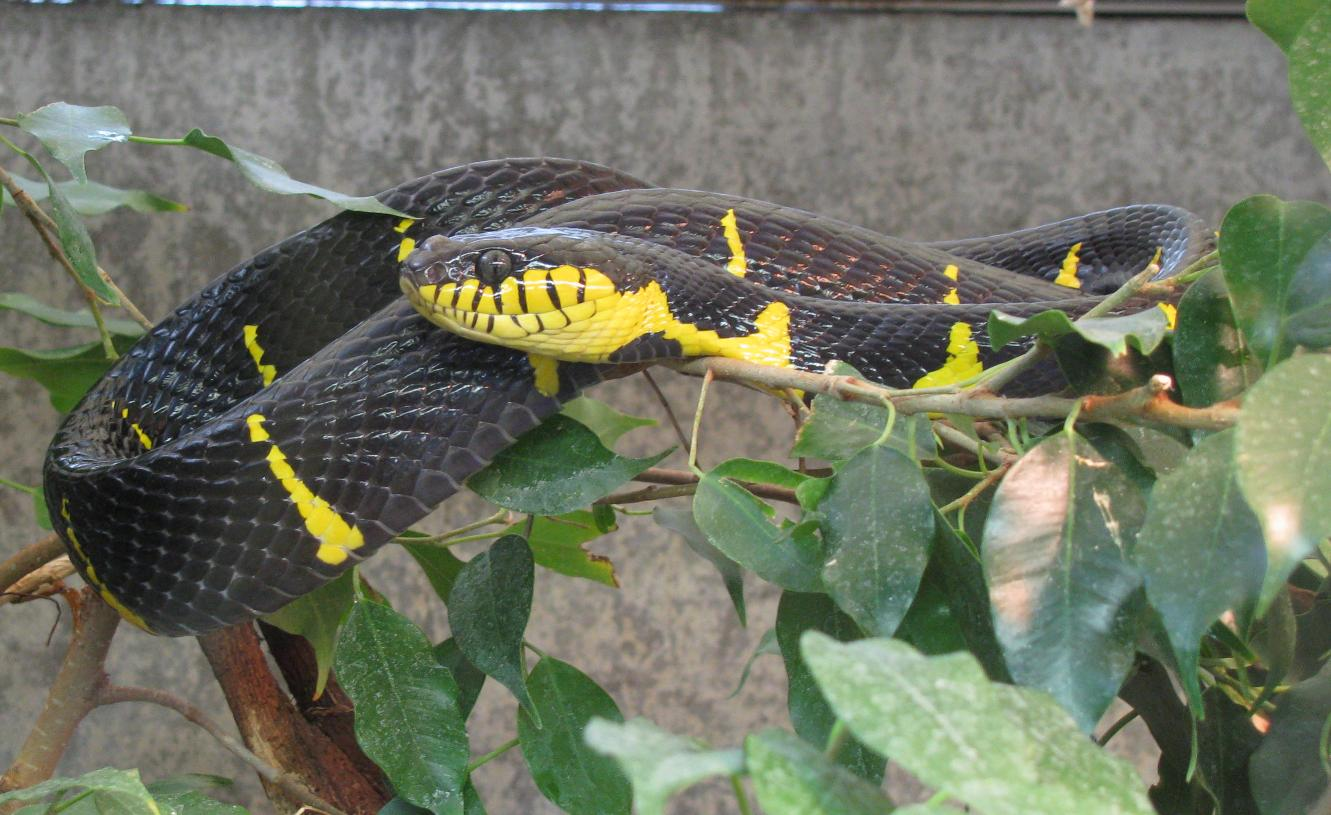
Мангровая змея
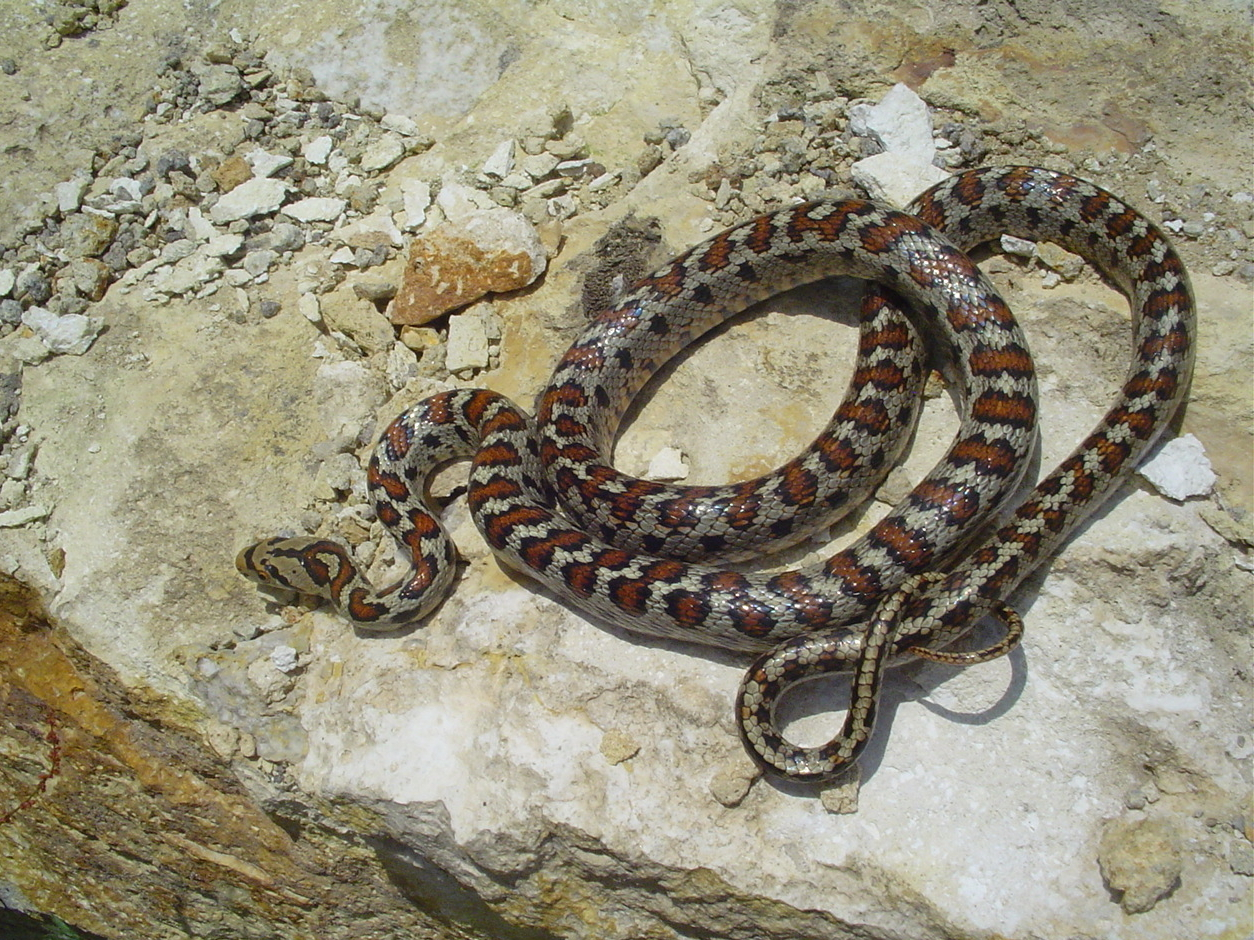
Леопардовый лазающий полоз